# AC Milan Women
A.C. Milan Women – włoski klub piłki nożnej kobiet z siedzibą w Mediolanie. Jest sekcją piłki nożnej kobiet w klubie A.C. Milan.

## Historia
Chronologia nazw:
- 2018: A.C. Milan Women

Klub piłkarski A.C. Milan Women został założony w mieście Mediolan 11 czerwca 2018 roku. Chociaż Mediolan miał więcej żeńskich klubów piłkarskich w przeszłości, o tej samej nazwie Rossoneri, jak A.C.F. Milan powstały w 1965 lub ACF Milan 82 powstały w 1982 roku, lub nawet najmłodszy Football Milan Ladies powstały w 2013 roku, żaden z tych klubów nigdy nie miał żadnego związku z klubem męskim.
Po nabyciu tytułu sportowego od ACF Brescia Femminile startował w sezonie 2018/19 w Serie A.

## Sukcesy

### Trofea międzynarodowe
Nie uczestniczył w rozgrywkach europejskich (stan na 31-05-2018).

### Trofea krajowe
| \| \| Zdobyte trofea w rozgrywkach Włoch (stan na: 31-05-2018) \| |                                                          |      |                  |
| Rozgrywki                                                         | Osiągnięcie                                              | Razy | Sezon(y)         |
| Mistrzostwo                                                       | I miejsce                                                | 0    |                  |
| Mistrzostwo                                                       | II miejsce                                               | 1    | 2020/21          |
| Mistrzostwo                                                       | III miejsce                                              | 2    | 2018/19, 2019/20 |
| Mistrzostwo                                                       | ?.miejsce                                                |      |                  |
| Puchar                                                            | zdobywca                                                 | 0    |                  |
| Puchar                                                            | finalista                                                | 0    |                  |
| Puchar                                                            | 1/? finału                                               | 1    | 2018/19          |
| II liga                                                           | I miejsce                                                | 0    |                  |
| II liga                                                           | II miejsce                                               | 0    |                  |
| II liga                                                           | III miejsce                                              | 0    |                  |
| Włochy                                                            | Zdobyte trofea w rozgrywkach Włoch (stan na: 31-05-2018) |      |                  |

## Stadion
Klub rozgrywa swoje mecze domowe na stadionie Centro Sportivo "Vismara" w Mediolanie, który może pomieścić 1200 widzów.